# Rio Massacará
Rio Massacará är ett periodiskt vattendrag i Brasilien.   Det ligger i delstaten Bahia, i den östra delen av landet, 1 100 km nordost om huvudstaden Brasília.
Omgivningarna runt Rio Massacará är huvudsakligen savann. Runt Rio Massacará är det ganska glesbefolkat, med 43 invånare per kvadratkilometer.